# Східно-Карпатський туристичний шлях
Сх́іднокарп́атський турист́ичний шлях — це туристський шлях, один з головних пішохідних маршрутів Українських Карпат. Знаходиться в межах Івано-Франківської та Закарпатських областей.

## Історія створення в міжвоєнний період
Створення СКТШ починалось у вигляді Східно-Карпатської частини Головного Карпатського Шляху (ГКШ) в 1925 р., а було завершене у 1935 р. ГКШ стартував у Сілезьких Бескидах (територія Польщі) і закінчувався на теперішньому кордоні України з Румунією. Власне східна частина Шляху починалась в селі Сянки і закінчувалась на горі Стіг (Мармароський масив).
Ідея створення шляху: «провести» туристів найбільш визначними горами та місцями Східних Карпат. Його було поділено на одноденні відрізки, що передбачали в кінці кожного дня можливість ночівлі та доступ до продуктів. В якості ночівлі мали послугувати туристичні притулки місткістю ~ 40 місць для ділянки вздовж масиву Східних Бескидів та ~ 100 місць – у головних туристських та лижних центрах. Притулки повинні були збудовані за архітектурним стилем відповідного регіону. За описом Генріка Гонсьоровського, тривалість проходження СКТШ ~ 18 днів включно з днями для відпочинку.
Східно-Карпатська частина ГКШ складалась з 8 відрізків:
- 3 відрізки знаходились на теренах теперішньої Львівської області, 5 інших ― на Івано-Франківщині (головним чином Горгани;
- лише частина восьмого відрізку — Чорногірським гірським масивом. Більшість притулків в ті часи були збудовані поруч СКТШ, куди проклали з’єднувальні шляхи.

## ГКШ на Івано-Франківщині до 1939 року
4-й відрізок

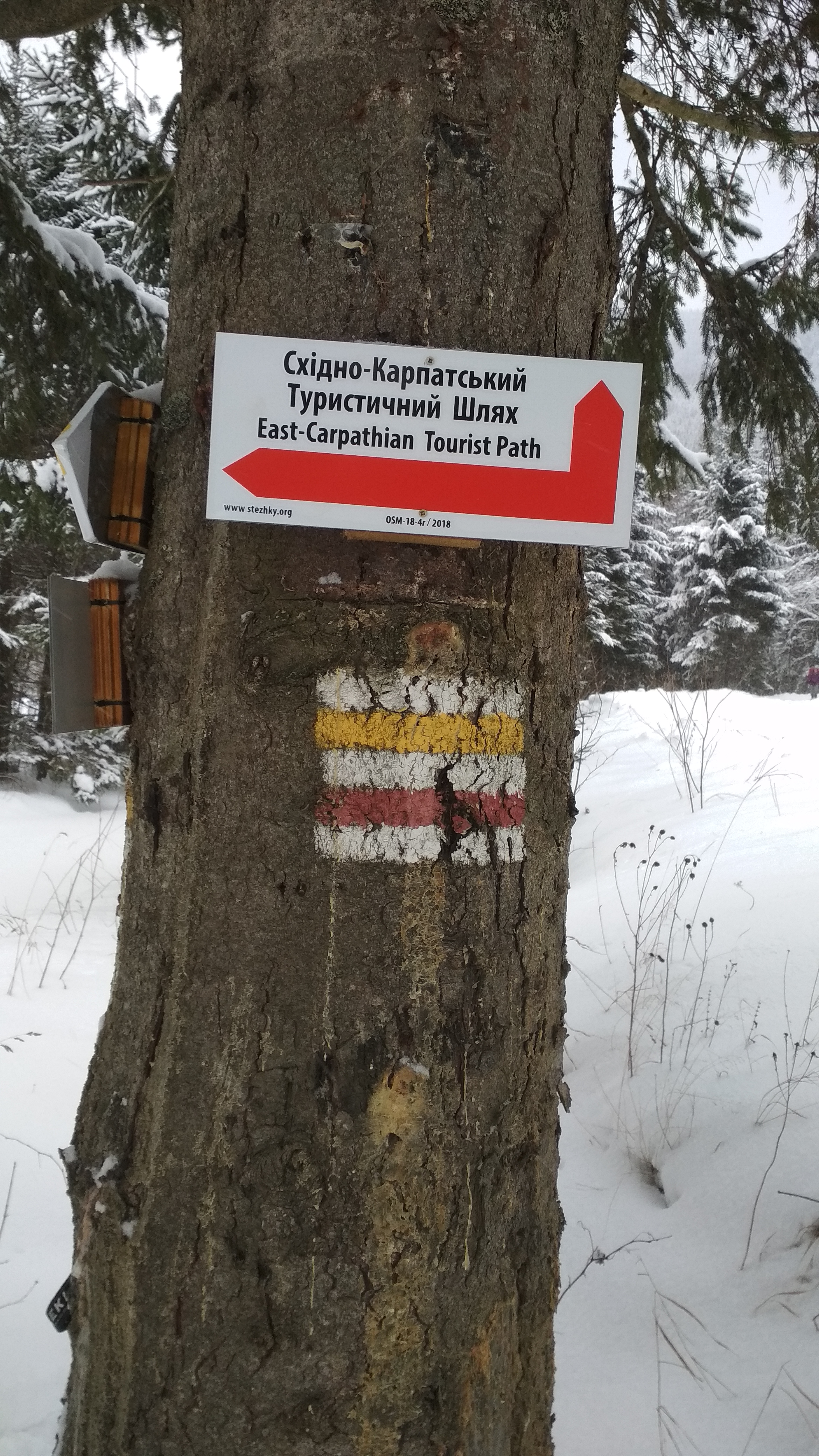
Вказівник СКТШ в районі ур. Кругла

пер. Вишківський (в даний час Торунський) – г. Вишківський Горган – долина р. Свіча – траверс вершини Поганець – г. Сиваня Лолінська – пол. Солотвинка – г. Молода – долина річки Молода (урочище Кругла)
5-й відрізок
урочище Кругла – став Гроф’янський - г. Грофа – полонина Плісце – хр. Паренки – г. Попадя – потік Петрос – ур. Довга Поляна ― притулок на Ялі (район сучасної Різарні)
6-й відрізок

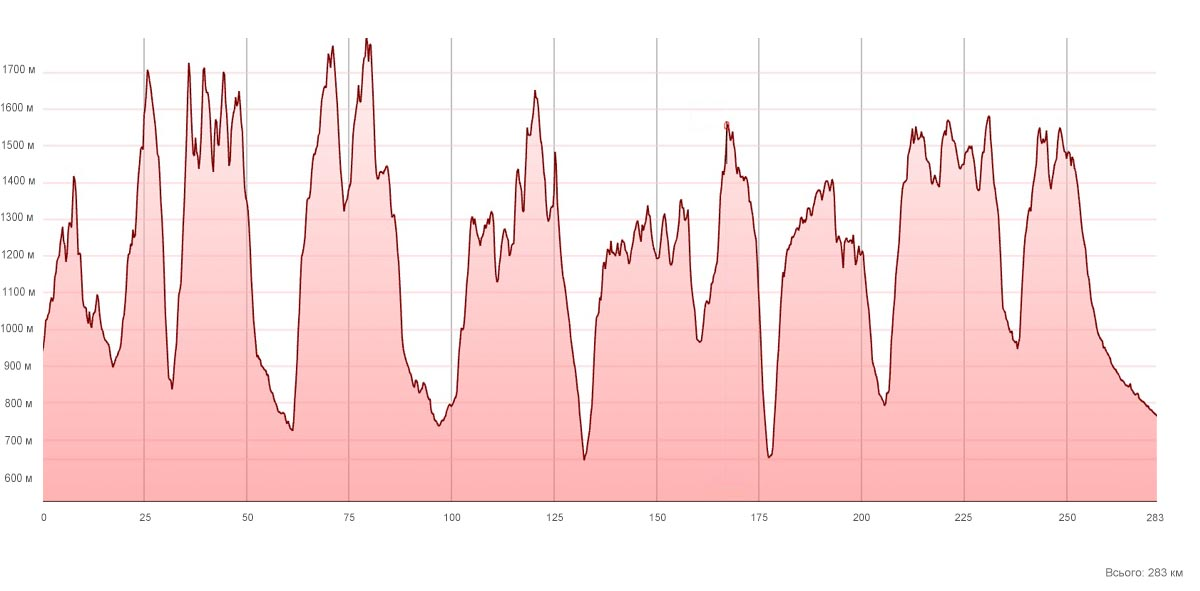
Перепади висот

притулок на Ялі ― лісничівка на хр. Матагів - г. Висока – г. Ігровець – пер. Боревка – г. Боревка – г. Сивуля – пол. Бистра (пол. Рущина) – траверс Негрової – г. Окопи – долина потоку Салатручіль ― с. Бистриця
7-й відрізок
с. Бистриця – потік Довжинець – г. Пікун – г. Довбушанка – притулок під Довбушанкою на полонині Нижній (теперішня Новобудова)
8-й відрізок
полонина Нижня – г. Бабин Погар - г. Малий Горган – г. Синяк – пол. Хом’яків – г. Хом’як – роздоріжжя у с. Татарів – с. Поляниця – с. Яблуниця – c. П’ятихатки – смт. Ворохта – г. Кукул – ур. Завоєля – ур. Заросляк – г. Говерла – оз. Несамовите – г. Піп Іван – г. Васкул – г. Вихід – г. Стіг

## Хронологія відновлення (2001—2009 рр.)
У 2001 р. з метою відновлення СКТШ було створено ГО «Карпатські стежки». Часткове фінансування для відновлення СКТШ було виділено Івано-Франківською ОДА.

### 2002
- 16—19 травня: Вишківський Горган, траверс Малого Горгану, Яворова Кічера – долина Свічі, підхід до вершини Поганець;
- 24—26 травня та 6-9 червня: траверс Поганця, вихід на хребет, прочистка стежки в жерепі через обидві вершини Укерні, Сиваню Лолінську та вихід на полонину Солотвинка;
- 14—16, 28—30 червня, 4—7, 11—14 липня: пошуки оптимального варіанту проходження на гору Молода із сторони Круглої. Відновлення стежки в жерепі до вершини Молодої та до полонини Солотвинка. Давній відрізок не зберігся, в зв'язку з чим СКТШ було прокладено старою дорогою від руїн туристичного притулку з виходом на трелювальну дорогу, далі зрубом і по рідколіссі до райтштоку. Стежка в жерепі збереглася місцями;
- 19—21, 26—28 липня: розчистка дороги до ставу (район Грофи), пошук оптимальних варіантів виходу шляху на Грофу. Спрямували Шлях через перемичку зі сторони вершини Кінь Грофецький. Прочистка стежки в жерепі через Грофу до полонини Плісце;
- 3—4, 10—11 серпня: прочистка стежки на хребет Паренки, планування реконструкції притулку на полонині Плісце;
- 16—18, 24—26 серпня: прочистка плато Паренки, стежки на Малу Попадю;
- 4—6 вересня: прочистка стежки через Попадю до перемички на Коретвину. Старий відрізок Шляху, який проходив від перемички на північний схід в Ями, не зберігся. Прийнято рішення прокладати стежку по хребту Коретвиної в напрямку Петроса і далі опускати на стару гілку в районі Довгої Поляни;
- 10—12 вересня: відновлення стежки на Коретвину (в даному періоді не закінчено);
- 21—22 вересня: прочистка серпантину від повалених дерев від с. Осмолода на Соферу (початок Матагова). Оригінально Шлях не заходив в село Осмолода. В районі теперішнього Бистрицького лісництва (Різарня) знаходився туристичний притулок. Шлях від Довгої Поляни проходив через Різарню та далі до Яли (2 км від Різарні в сторону Бистрика) і звідти серпантинами виходив на Матагів в районі мисливського будинку. В даний час в нижній частині хребта серпантини зруйновані трелювальною технікою та в багатьох місцях завалені деревами. Вирішено направити Шлях в район села Осмолода і звідти на Матагів існуючими стежками.
- 4—6 жовтня: прочистка стежки в жерепі на Матагові від мисливського будинку в бік Високої та лісових завалів вниз до Осмолоди.

### 2003
- промарковано відрізок від Торунського перевалу до вершини Попадя ;
- серпень: прочистка стежки на Коретвину та Петросі;
- вересень: прочистка частини райтштока Сивульного хребта та стежки з Високої в долину Кузьминця;
- жовтень: прочистка стежки на Високу (в даному періоді не закінчена на хребті вище серпантинів).

### 2004
- маркування маршруту з с. Вишків на Синевирське озеро . В даному періоді не завершено на відрізку присілок Сіда – с. Вишків.

### 2005
- завершено прочистку відрізку Довга Поляна ― Коретвина і с. Осмолода ― Висока та відновлено відрізок Ігровець ― пер. Боревка ― траверс Боревки ― Боревка ― Лопушна ― В. Сивуля ― М. Сивуля – пол. Бистра (Рущина).

### 2006
- промарковано відрізок СКТШ: Коретвина ― Довга Поляна ― Різарня ― Осмолода ― Софера ― Матагів ― Висока ― Ігровець ― пер. Боревка ― г. Боревка ― Лопушна ― В. Сивуля ― М. Сивуля ― пол. Бистра (Рущина) ;
- відновлено маркування на відрізку Попадя ― М. Попадя ― Паренки ― Грофа ― ур. Кругла ;
- У серпні промарковано маршрути від села Мислівка: на вершини Пустошак Малий та Великий ; на вершину г. Гургулат ;
- У вересні—жовтні промарковано наступні маршрути, на яких також встановлено інформаційні таблиці та дороговкази:

1. на г. Грофа
2. на хр. Горган
3. на г. Молода
4. на оз. Росохан  ― в даному періоді не завершено 1 км)
5. с. Пасічна ― Бухтівецький водоспад ― ур. Розтоки ― г. Діл ― с. Постоята , в даному періоді не завершено 1,5 км
6. с. Верховина ― Довбушеві Комори ― траверс г. Синиця ― с. Криворівня
7. с. Микуличин ― г.Буковинка ― перевал Рижі ― смт. Ворохта (в даному періоді не завершено)

### 2007
- Маркування маршруту з с. Осмолода на оз. Росохан та на хр. Аршиця (вершина Нивка) ;
- Маркування з’єднувальних маршрутів в районі с.Осмолода: Різарня ― пер. Боревка , Дальня Яла ― хребет Сивулі ;
- Відновлення та маркування маршрутів в Рожнятівському районі: с. Кузьминець ― пол.Середня ― г. Висока ; с. Гриньків ― Заплата ― пол.Середня ― г. Середня ;
- Відновлення та маркування маршрутів в районі с. Гута: до пер.Боревка та на г. Ігровець ; на пол. Середня та г. Середня ; на пол. Рущина та г. Сивуля ; до Манявського та Бухтівецького водоспадів і с.Пасічна ;
- Відновлення та маркування маршрутів в районі с. Манява, в Долинському і Надвірнянському районах.

### 2008
- Поновлено маркування на відрізку пер. Торунський — г. Вишківський Горган ― л.д. Свіча  [3];
- ЗМІНИ: відрізок СКТШ л.д Свіча ― сідло між Поганець та Укерня ― г. Сиваня ― пол. Солотвинка замінено на л.д Свіча ― вододіл між Гичами ― пол.Солотвинка . ПРИЧИНА: регулярні сильні вітровали та непопулярність туристами;
- Поновлене маркування маршруту с.Вишків ― присілок Сіда ― Горган Залом ― Горган Прислоп ― оз. Синевир ;
- Марковано маршрути:

1. від села Семичів в напрямку г. Чорна Ріпа (перехрестя, межа 3 областей) ;
2. притулок на Плісці ― сідловина під г. Паренки ;
3. с. Гута ― л.д. Межиріки ― пол. Рущина ;
4. с. Максимець ― пол. Боярин ;
5. с. Бистриця ― пол. Рущина (СКТШ) .

- Маршрути в районі села Мислівка:

1. на г. Яйко Ілемське ;
2. г. Яйко Ілемське ― пол.Солотвинка ;
3. продовжено маршрут від села через г. В Пустошак та Німецьку полонинку до г. Горган Ілемський ;
4. г. Горган Ілемський – перевал Мшана ;
5. л.д Бескид до с.Слобода ;
6. л.д Бескид до пол. Гича .

### 2009
- Марковано маршрути на Закарпатті поблизу СКТШ:

1. с.Торунь до оз.Синевир ;
2. оз. Синевир на г. Яворова Кичера (СКТШ) ;
3. від с. Слобода до пол. Гича ;
4. від с. Синевирська Поляна через Перенизь до Музею сплаву лісу ;
5. від сідловини між вершинами Попадя та Коретвина по старому кордону в долину річки Мокрянки .

- г. Братківська ― пер. Околе ;

- Маршрути в Івано-Франківській області

1. с. Бистриця ― г. Братківська ;
2. с. Бистриця ― г. Плоска ― пер. Столи (СКТШ) ;
3. Завершення маршруту на г. Гропа .

- На території КНПП

1. ЗТШ в бік г. Говерли ;
2. Заросляк ― Говерла (альтернативний) ;
3. Заросляк ― Говерла ;
4. Заросляк ― о. Несамовите .